# You Can’t Hurry Love
You Can’t Hurry Love ist ein Popsong des Produzententeams Holland–Dozier–Holland aus dem Jahr 1966, der zunächst durch die Interpretation der Supremes bekannt wurde. Die Version von Phil Collins aus dem Jahr 1982 war ähnlich erfolgreich wie das Original. Der Text basiert auf der Weisheit von Müttern, die ihren Kindern erklären, dass man Liebe nicht erzwingen kann.

## Originalversion von den Supremes
Der Song wurde am 11. Juli 1966 von den Supremes aufgenommen; Leadvocals sang Diana Ross. Die Ersteinspielung ist 2:47 Minuten lang und erschien am 25. Juli 1966 auf dem von Brian Holland und Lamont Dozier produzierten Album The Supremes A Go-Go. Der Song wurde von Motown Records als zweite Single ausgekoppelt. Die Einspielung der Supremes war vom 4. bis zum 17. September 1966 ein Nummer-eins-Hit in den Vereinigten Staaten. Dieser Hit stützte den Karriereerfolg der Band.

### Chartplatzierungen
| ChartsChartplatzierungen       | Höchstplatzierung | Wochen |
| ------------------------------ | ----------------- | ------ |
| Vereinigte Staaten (Billboard) | 1 (13 Wo.)        | 13     |
| Vereinigtes Königreich (OCC)   | 3 (12 Wo.)        | 12     |

| ChartsJahrescharts (1966)      | Platzierung |
| ------------------------------ | ----------- |
| Vereinigte Staaten (Billboard) | 8           |

### Auszeichnungen für Musikverkäufe
| Land/Region                  | Auszeichnungen für Musikverkäufe (Land/Region, Auszeichnung, Verkäufe) | Verkäufe |
| ---------------------------- | ---------------------------------------------------------------------- | -------- |
| Dänemark (IFPI)              | Gold                                                                   | 45.000   |
| Italien (FIMI)               | Gold                                                                   | 50.000   |
| Neuseeland (RMNZ)            | Platin                                                                 | 30.000   |
| Spanien (Promusicae)         | Gold                                                                   | 30.000   |
| Vereinigtes Königreich (BPI) | Platin                                                                 | 600.000  |
| Insgesamt                    | 3× Gold · 2× Platin ·                                                  | 755.000  |

## Coverversion von Phil Collins
1982 nahm Phil Collins den Klassiker neu auf. Seine Version wurde ein Nummer-eins-Hit in Großbritannien, Irland und den Niederlanden. Collins’ Version ist 2:56 Minuten lang und erschien auf dem Album Hello, I Must Be Going!. Auf der B-Seite der Single befindet sich das Stück Oddball.

### Chartplatzierungen
| ChartsChartplatzierungen       | Höchstplatzierung | Wochen/ Monate |
| ------------------------------ | ----------------- | -------------- |
| Deutschland (GfK)              | 3 (21 Wo.)        | 21 Wo.         |
| Österreich (Ö3)                | 3 (4 Mt.)         | 4 Mt.          |
| Schweiz (IFPI)                 | 3 (10 Wo.)        | 10 Wo.         |
| Vereinigte Staaten (Billboard) | 10 (21 Wo.)       | 21 Wo.         |
| Vereinigtes Königreich (OCC)   | 1 (16 Wo.)        | 16 Wo.         |

| ChartsJahrescharts (1983)      | Platzierung |
| ------------------------------ | ----------- |
| Deutschland (GfK)              | 16          |
| Österreich (Ö3)                | 19          |
| Vereinigte Staaten (Billboard) | 37          |
| Vereinigtes Königreich (OCC)   | 12          |

### Auszeichnungen für Musikverkäufe
| Land/Region                  | Auszeichnungen für Musikverkäufe (Land/Region, Auszeichnung, Verkäufe) | Verkäufe  |
| ---------------------------- | ---------------------------------------------------------------------- | --------- |
| Dänemark (IFPI)              | Platin                                                                 | 90.000    |
| Deutschland (BVMI)           | Gold                                                                   | 300.000   |
| Frankreich (SNEP)            | Gold                                                                   | 100.000   |
| Italien (FIMI)               | Gold                                                                   | 35.000    |
| Neuseeland (RMNZ)            | 2× Platin                                                              | 60.000    |
| Niederlande (NVPI)           | Gold                                                                   | 100.000   |
| Spanien (Promusicae)         | Platin                                                                 | 60.000    |
| Vereinigtes Königreich (BPI) | Platin                                                                 | 600.000   |
| Insgesamt                    | 4× Gold · 5× Platin ·                                                  | 1.345.000 |

Hauptartikel: Phil Collins/Auszeichnungen für Musikverkäufe

## Andere Coverversionen
- 1966: The Four Tops
- 1972: Mary Roos (Die Liebe kommt leis’)
- 1975: Melanie Safka
- 1997: Stray Cats[21]
- 1999: Dixie Chicks
- 2000: Jive Bunny & the Mastermixers
- 2002: Touché
- 2007: Die Lollies
- 2010: Nina Zilli (L’Amore verrà)